# Eddy Kenzo
ステージネームを EDDY KENZO（エディ・ケンゾー）として知られるEdrissa Musuuzaはウガンダ出身の歌手である。2014年の「SITYA LOSS」の大ヒットで世界的に有名になった。恋人のRema Namakulaとの間に一児をもうけている。

## 経歴
1989年4月9日、ウガンダ南西部のマサカ県で産まれる。母を5歳のときに亡くし、その後13年間荒んだ生活を送る。
高校卒業後、EDDY KENZOの名前で音楽活動を開始する。2010年にリリースした「Stamina」で多くの称賛を得、同曲は大統領・ムセベニのキャンペーンソングにも使われた。
2014年にウガンダの子供たちが「Sitya Loss」に合わせてダンスするビデオがYoutubeに投稿されるやSNS等で拡散され、その年の終わりまでに一千万ヴューを超えるヒットとなった。その後公開された公式ビデオにも"Ghetto Children"がメインにフィーチャーされており、自身のコンサートでも共演している。
同曲のヒットをきっかけにナイジェリアのKCEE、Patoranking、トーゴのToofan、コートジボワールのBebi Philip、Serge Beynaud等のアフリカ各地のミュージシャン達とコラボレーションした曲もリリースし、ヒットさせている。
2016年3月に3枚目のアルバム「Zero To Hero」をリリースした。